# Anapausis apiocybe
Anapausis apiocybe är en tvåvingeart som beskrevs av Cook 1977. Anapausis apiocybe ingår i släktet Anapausis och familjen dyngmyggor. Inga underarter finns listade i Catalogue of Life.